# Jehnny Beth
Camille Berthomier, conocida como Jehnny Beth, es una cantante, compositora, productora y actriz francesa nacida el 24 de diciembre de 1984 en Poitiers, Francia.

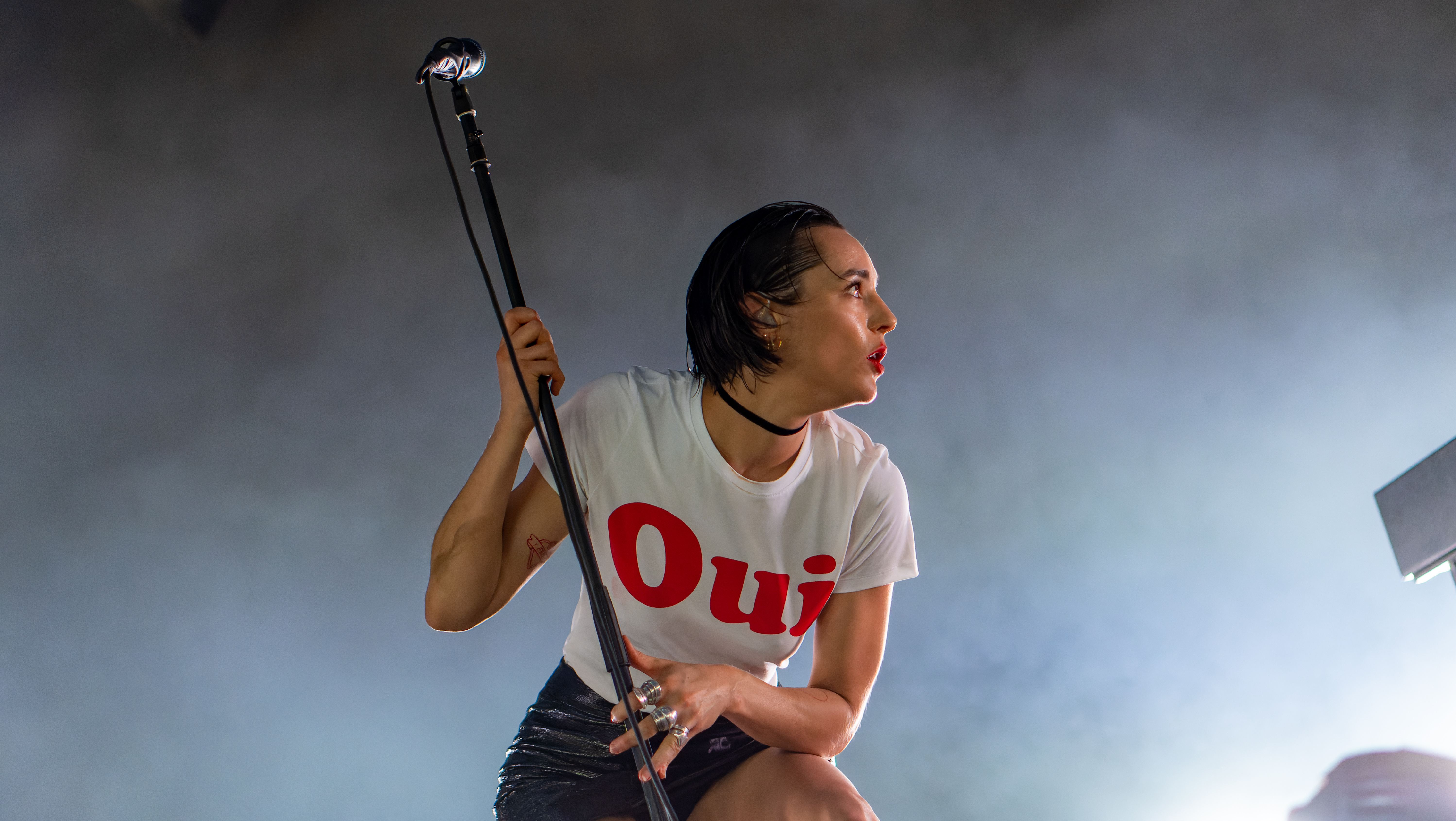
Jehnny Beth en el festival londinense All Points East en 2022

Después de participar en el dúo John & Jehn en 2008, se convirtió en cantante del grupo inglés Savages en 2011, con quien alcanzó fama mundial. Su primer álbum como solista, To Love Is to Live, lanzado en 2020, recibió una muy buena acogida por parte de la crítica. Ha colaborado con otros artistas como Trentemøller, Idles, Julian Casablancas, Tindersticks, Romy Madley Croft of the xx, Rone, Gorillaz y Bobby Gillespie de Primal Scream.
Además de su carrera musical, Jehnny Beth ha participado en varias películas como Un amor imposible (película de 2018), por la cual recibió la nominación al premio Cesar a la mejor actriz revelación en el 2019, y en Anatomía de una caída. 

## Biografía
Jehnny Beth se acostumbró al mundo del espectáculo desde pequeña: su padre, el director y escenógrafo Jean-Pierre Berthomier, la hizo representar en el teatro a la hija de Luis XIV cuando tenía 4 años. A los ocho años comenzó su formación musical al piano y cantando las canciones de Chet Baker con dos profesores de jazz. Luego asistió a clases de teatro en el conservatorio de Poitiers, antes de debutar en el cine a los 17 años, todavía bajo el nombre de Camille Berthomier, en la película A través del bosque de Jean-Paul Civeyrac.
Cantante y música del grupo Motel de 2003 a 2006, Jehnny Beth es autora de tres canciones que aparecen en la película Through the forest, entre ellas My Mesh of Lies. En el 2006 se mudó a Londres con Nicolás Conge, también conocido como Johnny Hostile, para formar el dúo John & Jehn, con quien lanzó dos álbumes. En uno de esos álbumes colaboró la futura cofundadora de Savages, Gemma Thompson, en los teclados y la guitarra.
En 2011 se convirtió en la cantante principal de la banda de rock británica Savages,  fundada por Thompson y la bajista Ayse Hassan. Sus dos álbumes Silent Yourself y Adore Life fueron nominados cada uno al Premio Mercury, en 2013 y 2016 respectivamente.
En 2019 contribuyó a la banda sonora de la temporada 5 de la serie Peaky Blinders, con la canción I'm the man. Además, presentó un programa dedicado a la música en Arte, Echoes, cuya primera edición se emitió en septembre 2019.
El primer álbum como solista de Jehnny Beth, To Love is to Live, se lanzó en junio de 2020. Fue coproducido por Flood, Atticus Ross y Johnny Hostile. Beth lo concibe como un disco personal y un trabajo colaborativo con varios de sus amigos. Romy Croft de the xx canta en el coro del sencillo We Will Sin Together. Joe Talbot, de la banda Idles, aparece en la canción How Could You; y la canción de apertura I Am fue concebida en su totalidad con Atticus Ross.
En 2021 colaboró con Bobby Gillespie, el cantante de Primal Scream, para un álbum a dúo llamado Utopian Ashes, que recibió una buena acogida por parte de la prensa inglesa.

## Filmografía
| Año  | Título                    | Rol              | Notas                                           |
| ---- | ------------------------- | ---------------- | ----------------------------------------------- |
| 2023 | Split                     | Eve              | Miniserie de televisión                         |
| 2023 | Stranger                  |                  | Cortometraje; dirección junto a Iris Chassaigne |
| 2023 | Anatomía de una caída     | Marge Berger     |                                                 |
| 2022 | Astrakan                  | Marie            |                                                 |
| 2022 | Don Juan                  | La directora     |                                                 |
| 2022 | Al mismo tiempo           | Nina             |                                                 |
| 2021 | Kaamelott - Premier volet | Wulfstan         |                                                 |
| 2021 | Paris, Distrito 13        | Amber Sweet      |                                                 |
| 2018 | Un amor imposible         | Chantal (adulta) |                                                 |
| 2018 | BattleScar                |                  | Voz; cortometraje                               |
| 2009 | Sodium Babies             | Marie-Jeanne     |                                                 |
| 2005 | A través del bosque       | Armelle          |                                                 |

## Teatro
- 2004: El tema de Kurt Schwitters, dirigida por Xavier Marchand

## Discografía
Con Motel
- 2005: Vacancy (EP promocional de cinco pistas)

Con John y Jehn
- 2008: John & Jehn (Faculty Records)
- 2010: Time For The Devil (Naïve Records)

Con Savages
- 2013: Silence Yourself (Matador Records, Pop Noire)
- 2016: Adore Life (Matador Records)

Con Johnny Hostile
- 2019: XY chelsea (doble LP-BO del documental sobre la vida de Chelsea Manning)

Como solista
- 2020: To Love Is To Live (Caroline Records)

Con Bobby Gillespie
- 2021: Utopian Ashes

### Colaboraciones
Con Philippe Découflé y la Cie DCA
- 2015: Wiebo

Con Gorillaz
- 2017: We Got the Power

## Reconocimientos

### Nominaciones
- César 2019: César a la actriz más prometedora por Un amor imposible